# Janowice Wielkie
Janowice Wielkie (česky Velké Janovice, německy Jannowitz) je polské lázeňské a lyžařské středisko. Nalézá se na severním úbočí Janovického rudohoří v Dolnoslezském vojvodství v okrese Krkonoše, 15 km východně od okresního města. Správní území města zasahuje až na vrchol Wołek, kde lze přejít do okresu Kamenná Hora. Do části obce Janowice Stare (původně německý Alte Jannowitz) byl v polovině 16. století přestěhován svatostánek. V současnosti toto místo každoročně navštíví více než 50 000 turistů.
Město Janowice Wielkie je poprvé zmiňováno v roce 1367 v souvislosti s těžbou měďné rudy. Od vybudování železniční trati Slezské horské dráhy (Zhořelec – Valbřich) v roce 1867 jsou dějiny Janowic spojeny s metalurgií a rozvojem turistického ruchu.
Až do roku 1945 byly Janowice Wielkie součástí Německa. Německé obyvatelstvo bylo vysídleno mezi roky 1945–1947.

## Fotogalerie

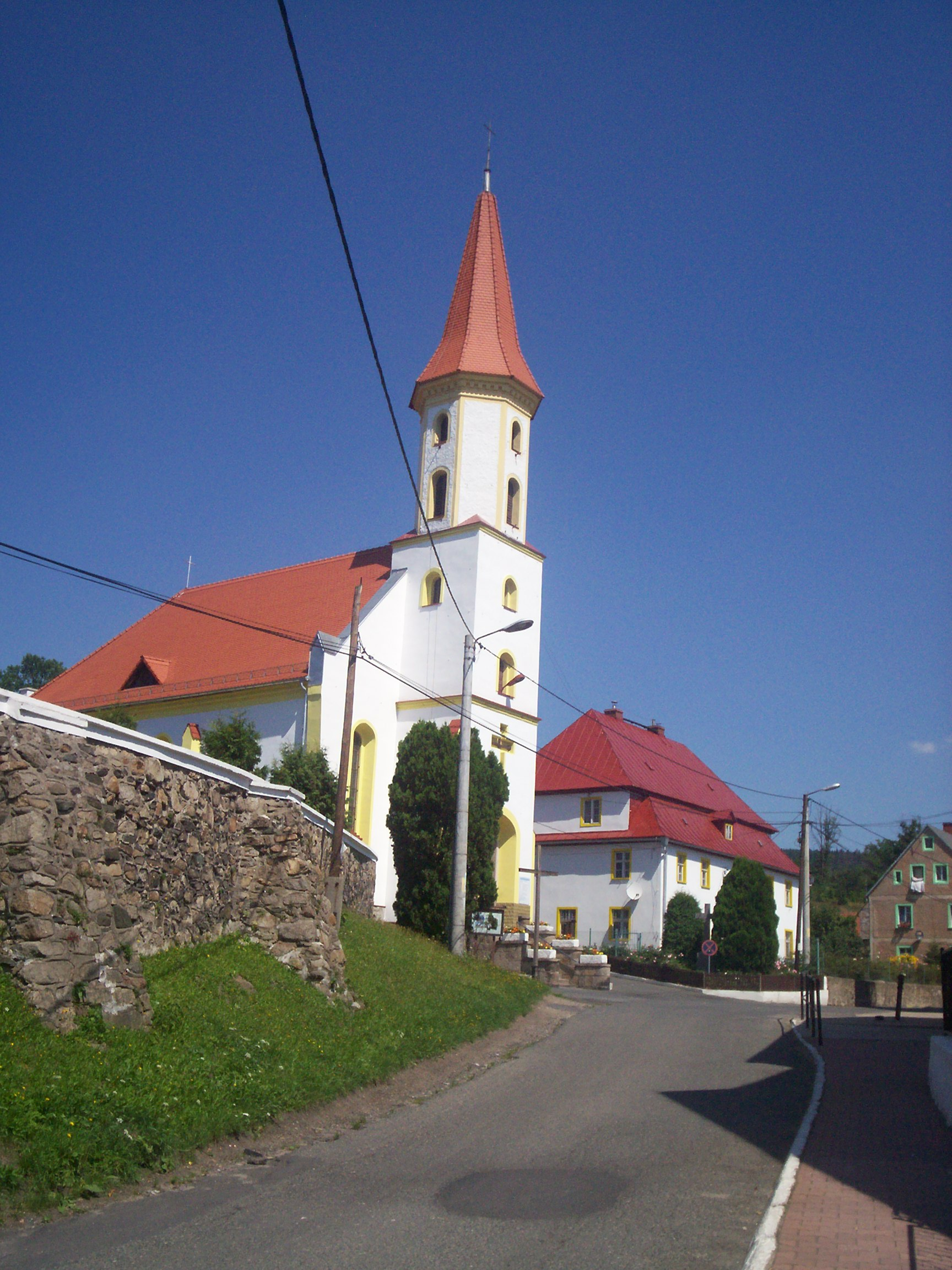
Kostel Krista Krále
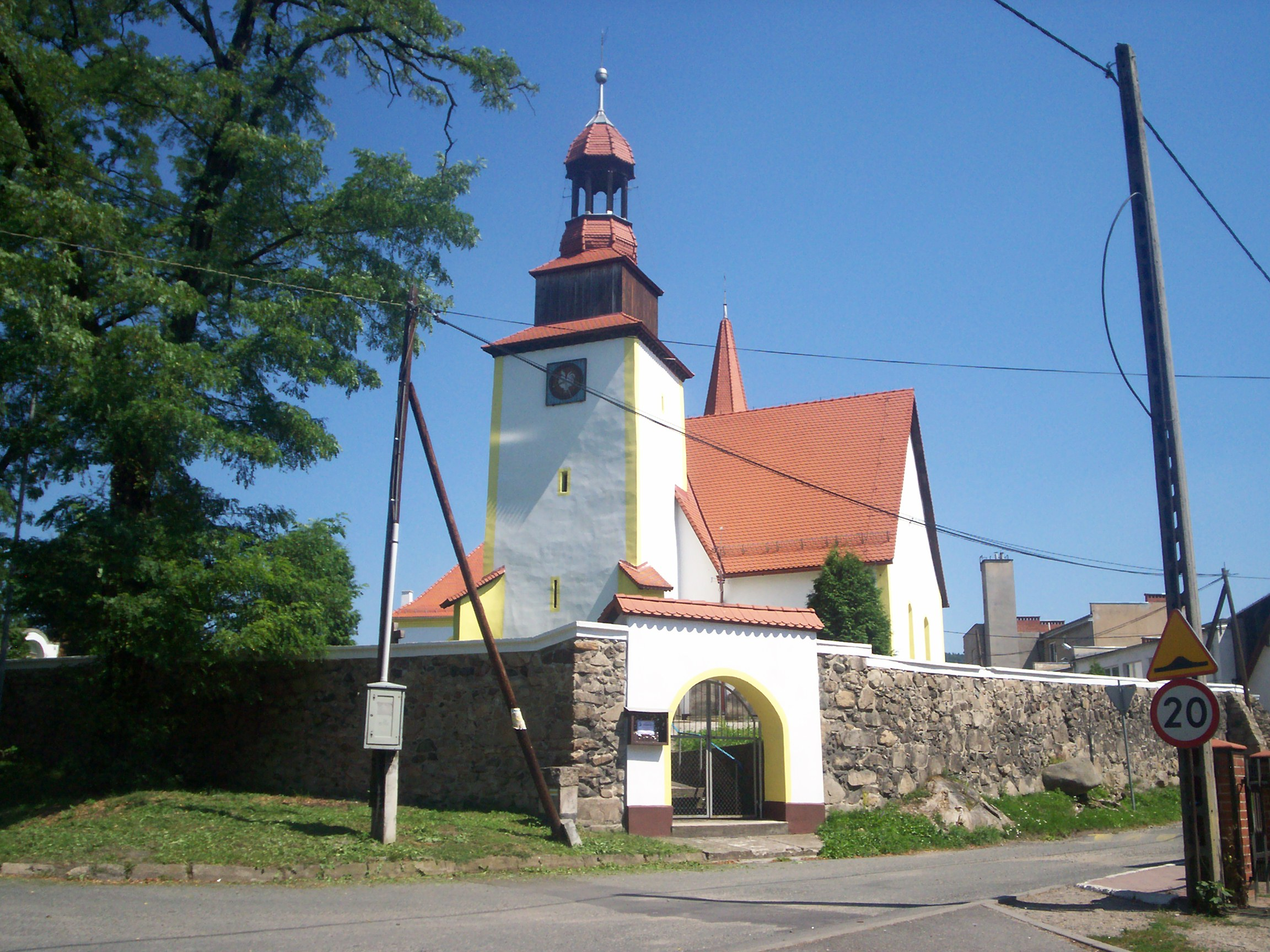
Kostel Nanebevzetí Panny Marie
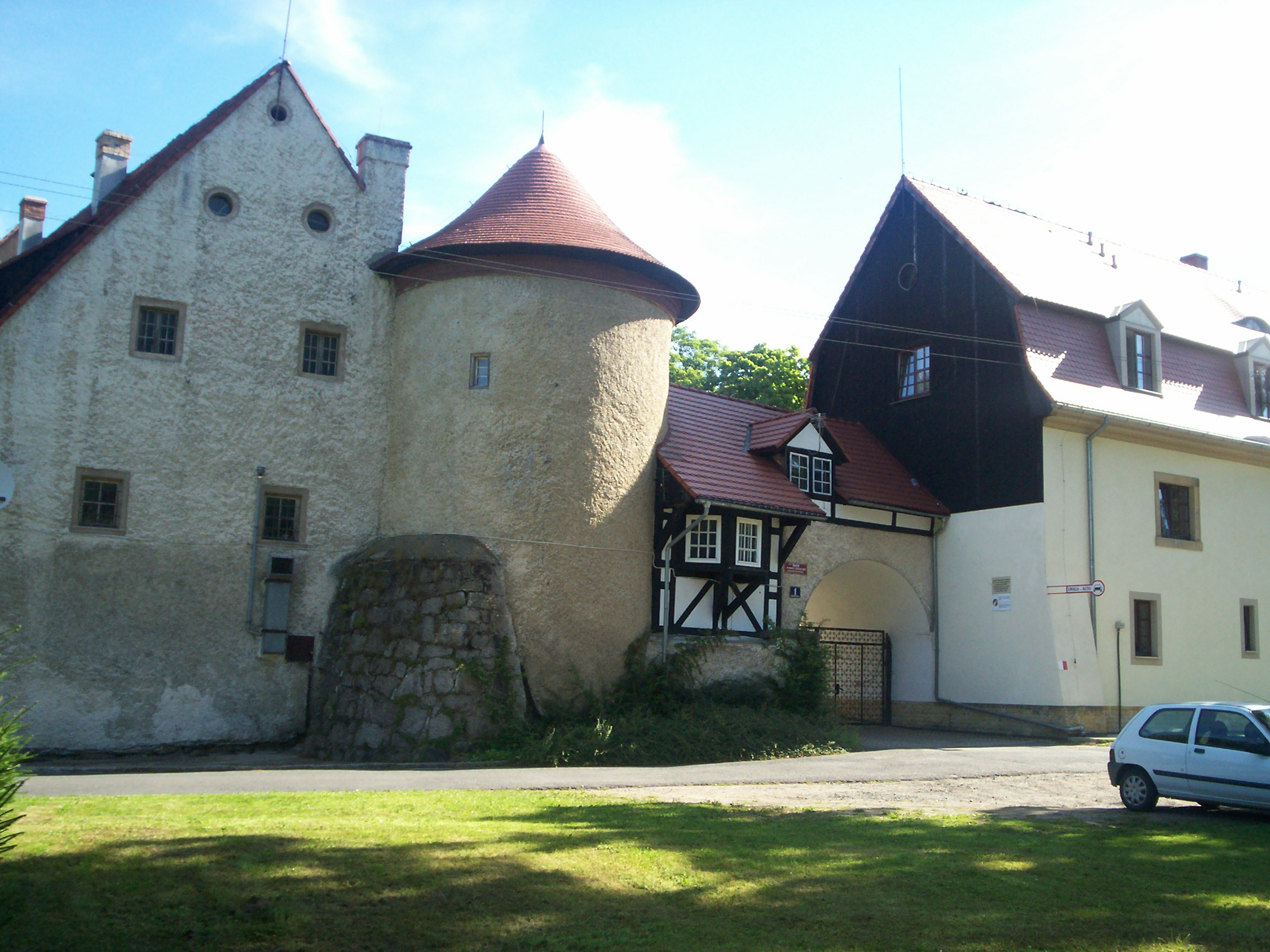
Bývalý palác Schaffgotsch rodina nyní Sociální Péče House
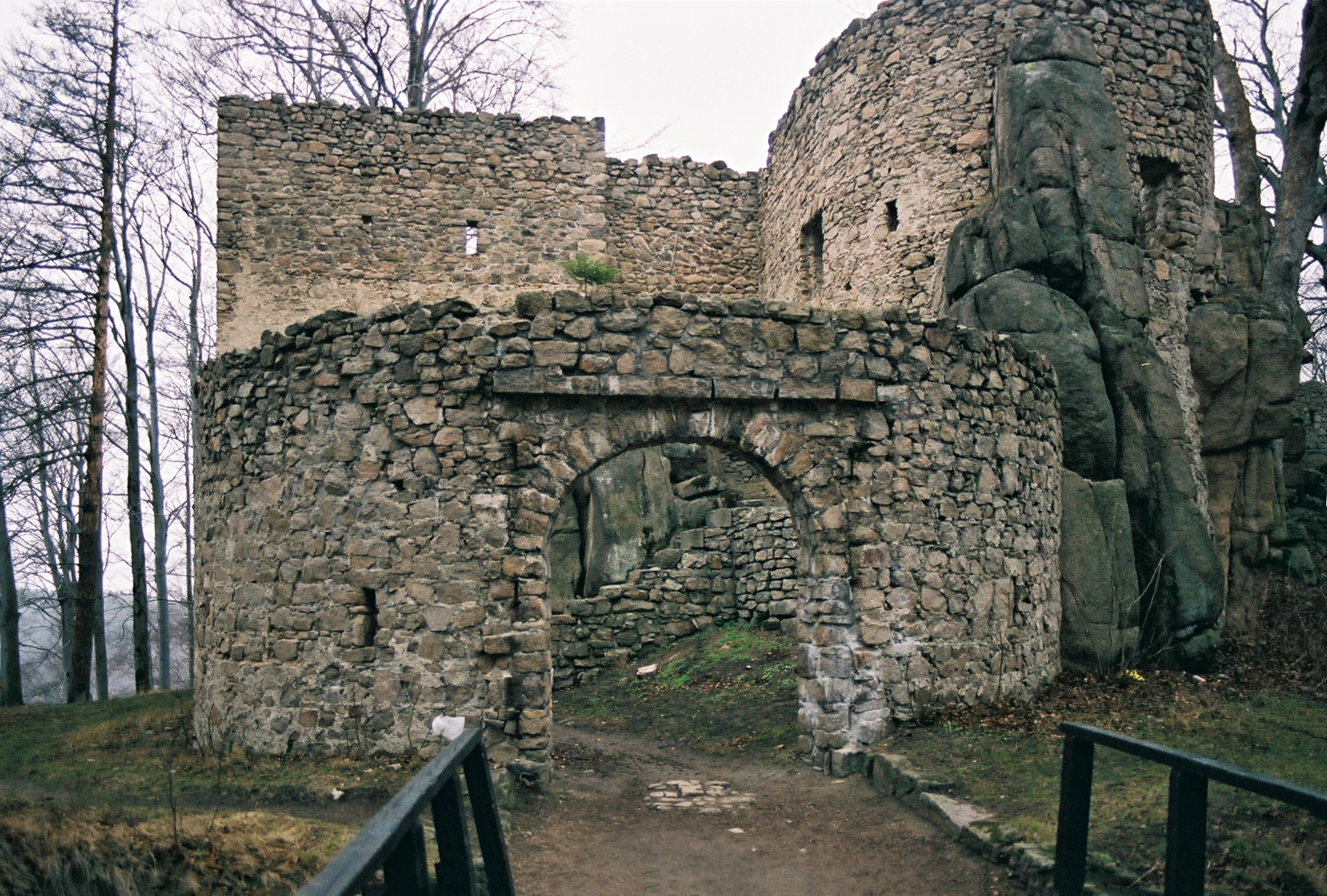
Hrad Bolczów
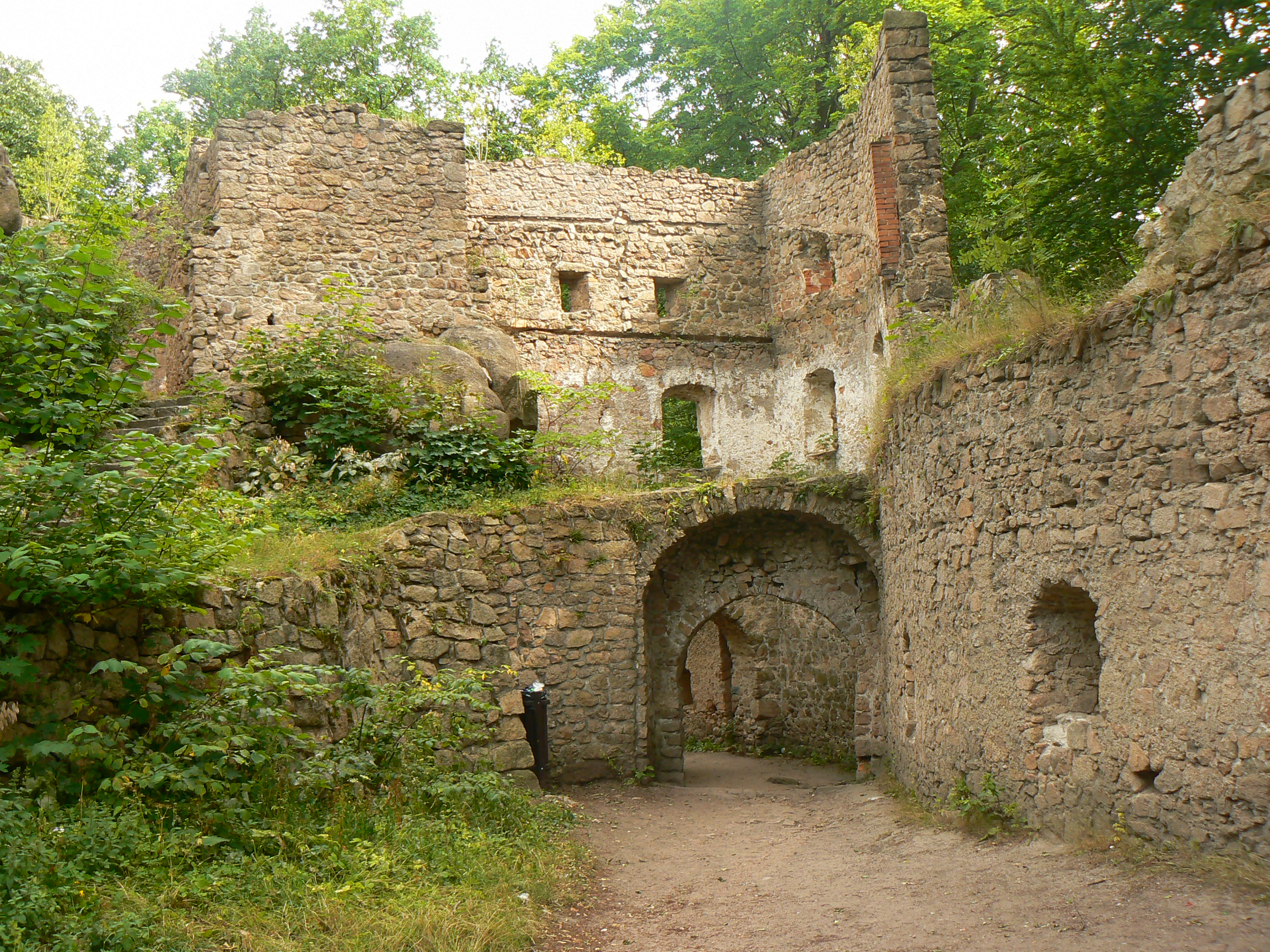
Hrad Bolczów
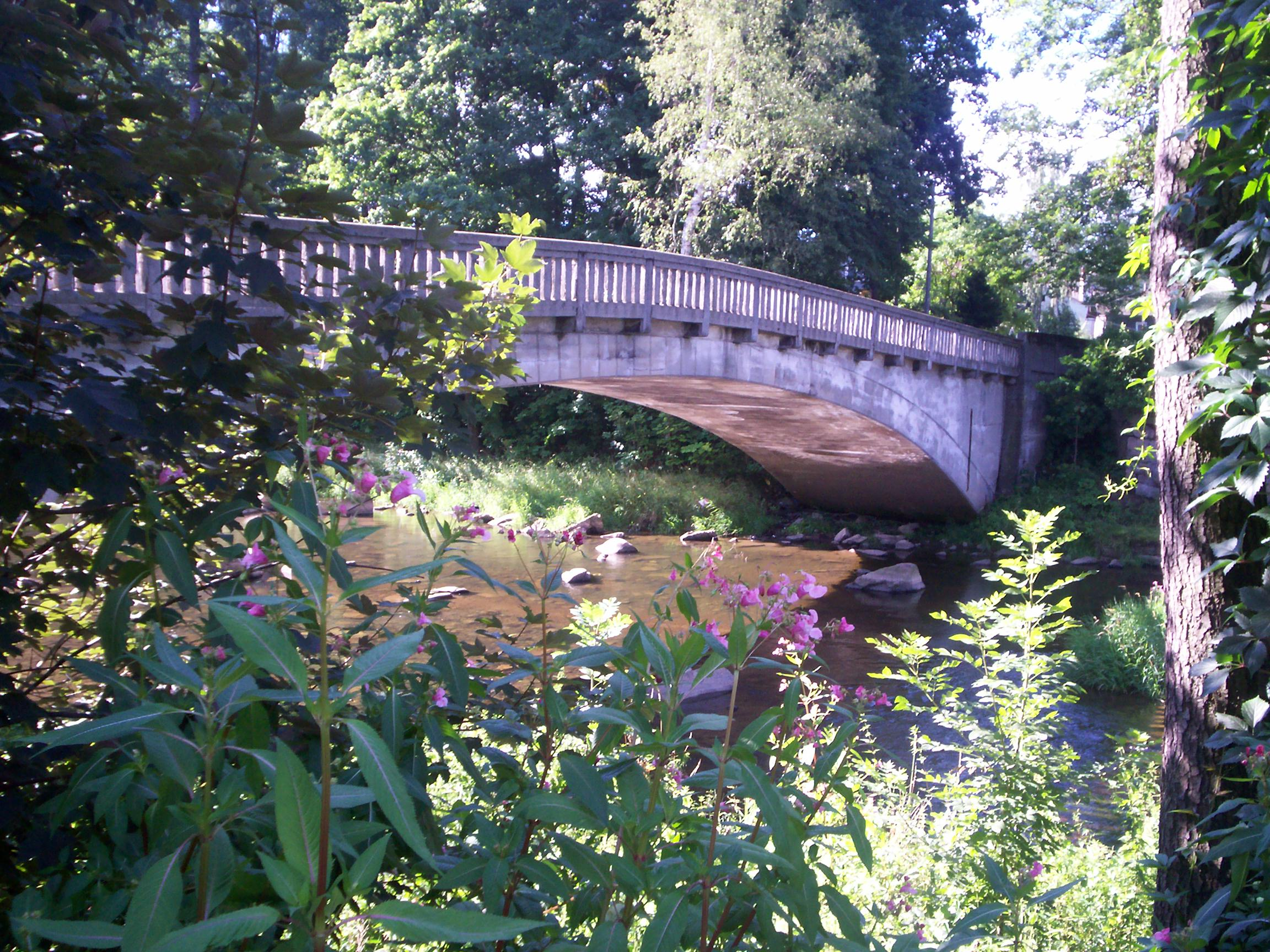
Barokní kamenný most přes Bobr
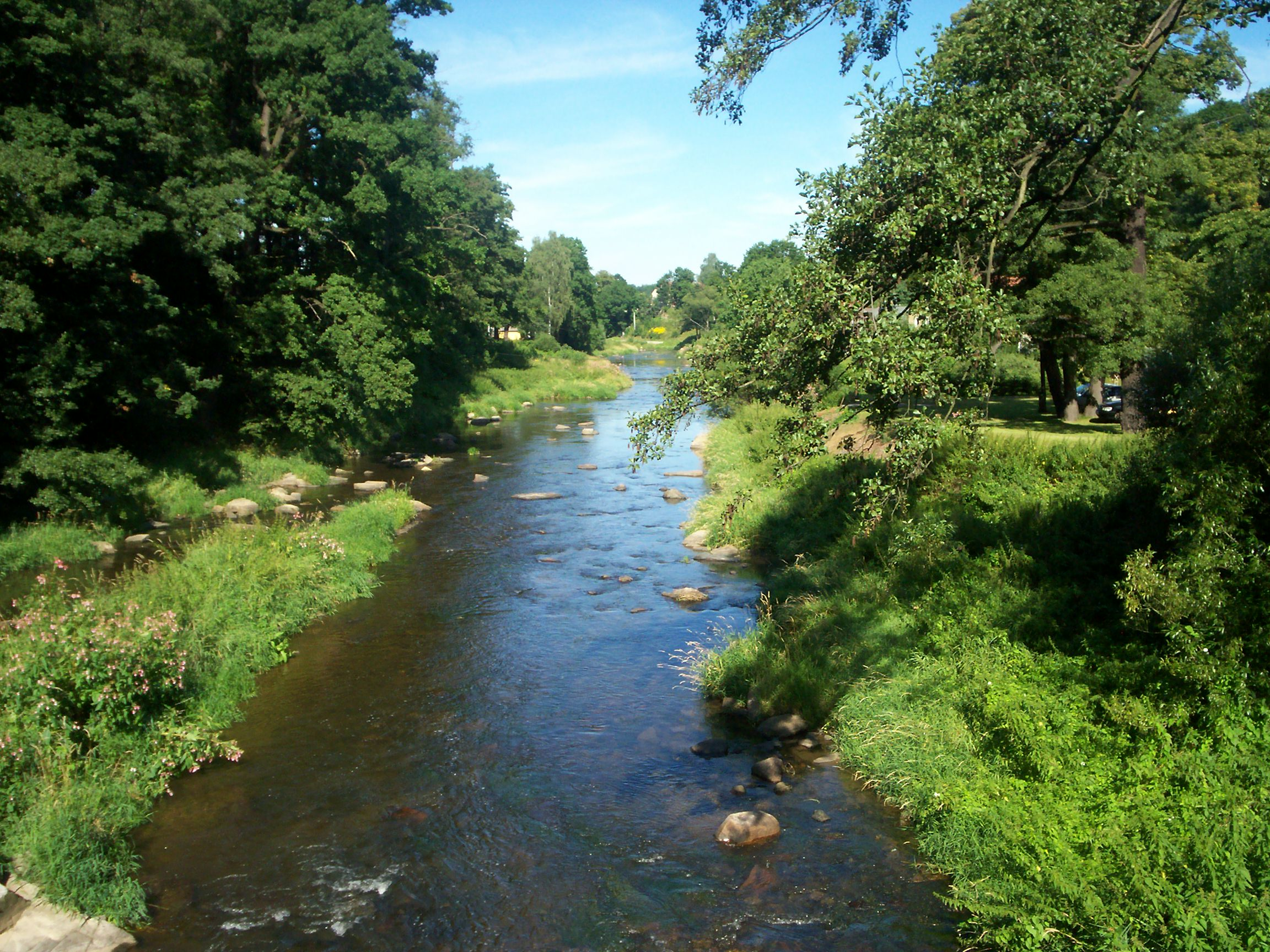
Bobr ve Velkých Janovicích
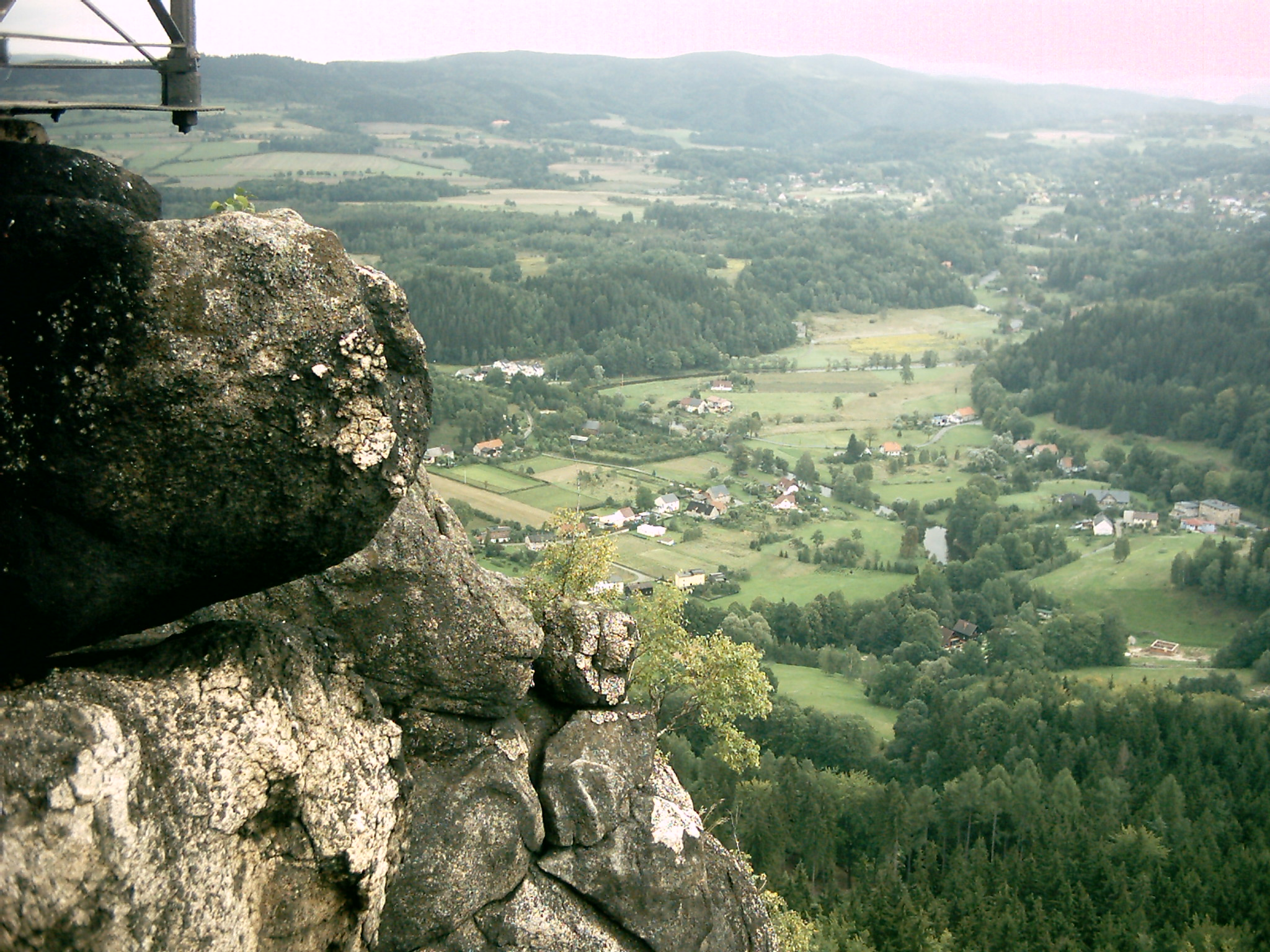
Panorama z vrcholu Sokolik